# Türksat 5A
Türksat 5A ist ein kommerzieller Kommunikationssatellit des türkischen Satellitenbetreibers Türksat.

## Geschichte
Gemäß einer im September 2011 unterzeichneten Vereinbarung wurde der Satellit von Türksat und der Turkish Aerospace Industries (TAI) entwickelt. Er wurde in der Türkei von der TAI in einem neu eingerichteten türkischen Satellitenmontage-, Integrations- und Testzentrum (türkisch Uydu Montaj Entegrasyon ve Test; UMET) in Ankara mit 20 % einheimischer Technologie montiert, außerdem an Airbus-Standorten in Großbritannien und Frankreich. Im Frühjahr 2013 berichteten Medien, dass die japanische Mitsubishi Electric (MELCO), welche die Satellitenplattform für die Satelliten Türksat 4A und Türksat 4B geliefert hatte, mit dem DS2000 auch den Satellitenbus für den Türksat 5A liefern wird. Am 6. November 2017 erläuterte Ahmet Arslan, der damalige Minister für Verkehr und Infrastruktur der Türkei jedoch, dass Airbus Defence and Space die Satellitenplattform auf Grundlage des dreiachsenstabilisierten Eurostar E3000EOR liefern würde, der einen elektrischen Hallantrieb zur Aufrechterhaltung des Orbits verwendet.
Man hatte sich für Airbus entschieden, weil die Firma nicht nur ein preisgünstiges Angebot abgegeben, sondern ein Maximum an türkischer Beteiligung an dem Projekt vorgesehen hatte.
Die Trägerrakete startete am 8. Januar 2021 um 02:15:00 UTC vom Space Launch Complex 40 der Cape Canaveral Space Force Station in Florida. Türksat 5A wird bei 31° Ost in eine geostationäre Umlaufbahn gebracht, um Telekommunikations- und Fernsehdienste in der Türkei, Europa, Zentralasien, dem Nahen Osten und Afrika anzubieten.
Das Startgewicht betrug 3500 kg. Die erwartete Betriebsdauer im Orbit beträgt 15 Jahre, nach Aussagen von Airbus werden es der elektrische Antrieb von Türksat 5A allerdings ermöglichen, seine Position im Orbit für mehr als 30 Jahre beizubehalten. Kurz nach dem Start gab Türksat bekannt, dass der Satellit in eine ordnungsgemäße Umlaufbahn eingetreten sei und das Signal vom Satelliten 35 Minuten nach dem Absetzen von der türkischen Bodenstation empfangen worden sei. Es dauerte vier Monate, bis der Satellit seine geostationäre Position bei 31° Ost erreichte. Der Satellit, der über eine Stromversorgung von 12 kW verfügt, sendet mit 42 Transpondern im Ku-Band.

## Proteste gegen militärischen Einsatz
Am 29. Oktober 2020 kam es zu Protesten von armenischen Exilanten vor dem Hauptquartier des Startanbieters SpaceX in Hawthorne, die sich gegen den Start des Satelliten richteten. Türksat 4B war eingesetzt worden, um bewaffnete TAI-Anka-Drohnen zu steuern. In Bergkarabach, Syrien, Libyen und weiteren Ländern waren die Drohnen im Einsatz des türkischen Militärs.